# Костадин Стоянов
Костадин Стоянов (болг. Костадин Стоянов; нар. 2 травня 1986, Сливен) — болгарський футболіст, захисник клубу ЦСКА (Софія).
Також відомий виступами за клуб «Сливен», а також національну збірну Болгарії.

## Клубна кар'єра
У дорослому футболі дебютував 2004 року виступами за команду клубу «Загорець», в якій провів три сезони.
Своєю грою за цю команду привернув увагу представників тренерського штабу клубу «Сливен», до складу якого приєднався 2007 року. Відіграв за команду зі Сливена наступні два сезони своєї ігрової кар'єри. Більшість часу, проведеного у складі «Сливена», був основним гравцем захисту команди.
До складу клубу ЦСКА (Софія) приєднався 2009 року. Наразі встиг відіграти за армійців з Софії 56 матчів в національному чемпіонаті.

## Виступи за збірну
2008 року дебютував в офіційних матчах у складі національної збірної Болгарії. Наразі провів у формі головної команди країни 5 матчів.

## Досягнення
- Володар Кубка Болгарії (1):

ЦСКА (Софія): 2011
- Володар Суперкубка Болгарії (1):

ЦСКА (Софія): 2011